# Татарска махала
Татарската махала (на кримскотатарски: Tatar maalesi) е квартал в Балчик, където живеят повечето татари / кримски татари от града.
Големи художници, като Джордж Барбиери или Екатерина Кристеску Делигиоз, са създали произведения на изкуството за региона. Има улици с име „Севастопол“ (в кв. Левски) и „Крим“ (в кв. Левски).
Квартали (някои изчезнали) с името Татарска махала има също в градовете Варна, Шумен, Ветово, Кула, село Велино (община Шумен) и в други селища в България.